# Праг'ян

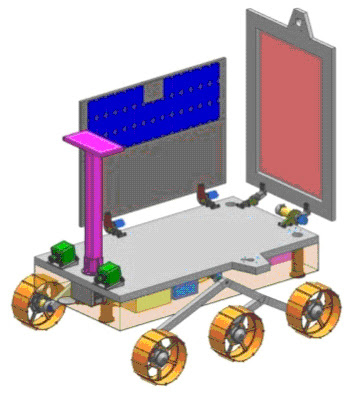

Праг'ян (Pragyan, у перекладі зі санскриту — «пізнання», «мудрість») — місяцехід індійської місячної розвідувальної місії Чандраян-2 та Чандраян-3, третій компонент місії (що включає також орбітальний та посадковий модулі). Роботизований транспортний засіб на шести колесах.
Очікувалося, що він, розрахований на роботу протягом одного місячного дня (близько 14 земних діб), рухатиметься зі швидкістю один сантиметр за секунду і подолає загалом півкілометра. Проте, «Праг'ян» розбився внаслідок невдачі м'якої посадки на Місяць посадкового модуля «Вікрам» 6 вересня 2019 року.
Праг'ян , що використовувався для місії "Чандраян-3" успішно впорався з завданням та проїхав понад 100 метрів та провів ряд досліджень.

## Огляд
Маса становила близько 27 кг (60 фунтів), мав працювати за рахунок сонячної енергії. Мав, рухаючись на 6 колесах, пройти 500 метрів по поверхні Місяця зі швидкістю 1 см за секунду, виконуючи аналіз на місці та надсилаючи дані на посадковий модуль Vikram, який передав би їх на земну станцію. Для навігації був обладнаний:
- Стереоскопічною камерою: дві монохроматичні камери NAVCAM на 1 мегапіксель спереду, які надають команді наземного керування 3D-вигляд навколишньої місцевості та допомагають у плануванні шляху завдяки створенню цифрової моделі рельєфу місцевості[10]. Індійський технологічний інститут у Канпурі[en] зробив внесок у розробку підсистем для світлового створення карт та планування руху для ровера[11].
- Системою керування: конструкція місяцехода мала систему підвіски на балансирному візку та шість коліс, кожне з яких приводив у рух незалежний безщітковий електродвигун постійного струму. Кермування здійснювалося зміненням швидкості коліс або проковзуванням[12].

Очікуваний час роботи був один місячний день або близько 14 земних днів, оскільки його електроніка не була розрахована на те, щоб витримувати холодну місячну ніч. В енергосистемі на сонячних батареях було реалізовано цикл сну/пробудження, що могло привести до часу роботи понад заплановаий.
- Розміри: 0,9 × 0,75 × 0,85 м[15]
- Потужність: 50 Вт[15]
- Швидкість руху: 1 см/сек[15]
- Запланована тривалість місії: ≤14 днів (один місячний день)